# Blew
Blew je první ze dvou oficiálně vydaných EP Nirvany. Album bylo vydáno ve stejný rok jako Bleach, první studiové album kapely.

## Skladby
1. "Blew" – 2:54
2. "Love Buzz" – 3:35
3. "Been A Son" – 2:23
4. "Stain" – 2:40